# Hamid Oujebbad
Hamid Oujebbad (arab. ‏حامد وجباد‎) – marokański narciarz alpejski, uczestnik igrzysk olimpijskich w Sarajewie.

## Osiągnięcia

### Igrzyska olimpijskie
| Miejsce | Dzień     | Rok  | Miejscowość | Konkurencja   | Czas biegu | Strata | Zwycięzca |
| ------- | --------- | ---- | ----------- | ------------- | ---------- | ------ | --------- |
| 74.     | 14 lutego | 1984 | Sarajewo    | Slalom gigant | 2:41,18    | +85,51 | Max Julen |